# Amateurliga Berlin 1958/59
In 1958/59 werd het negende voetbalkampioenschap gespeeld van de Amateurliga Berlin. Het was de hoogste amateurklasse voor clubs uit West-Berlijn. De competitie was het tweede niveau en de kampioen en vicekampioen promoveerden naar de Berliner Stadtliga, een van de vijf hoogste divisies.
SV Norden-Nordwest nam namens Berlijn deel aan het Duits amateurvoetbalkampioenschap.

## Eindstand
| Plaatsa | Club                            | Wed. | Saldo | Ptn.  |
| ------- | ------------------------------- | ---- | ----- | ----- |
| 1.      | SV Norden-Nordwest              | 28   | 60:46 | 36:20 |
| 2.      | Polizei SV Berlin               | 28   | 64:43 | 35:21 |
| 3.      | BFC Nordstern                   | 28   | 74:49 | 34:22 |
| 4.      | SC Minerva 93 Berlin            | 28   | 43:46 | 33:23 |
| 5.      | SSC Südwest 1947                | 28   | 49:46 | 32:24 |
| 6.      | Spandauer BC 06                 | 28   | 52:41 | 31:25 |
| 7.      | BSC Kickers 1900                | 28   | 47:44 | 30:26 |
| 8.      | BFC Meteor 06                   | 28   | 58:57 | 27:29 |
| 9.      | Tennis Borussia Berlin Amateure | 28   | 49:49 | 27:29 |
| 10.     | BFC Alemannia 1890              | 28   | 50:62 | 25:31 |
| 11.     | VfB Hermsdorf                   | 28   | 46:53 | 24:32 |
| 12.     | Reinickendorfer Füchse          | 28   | 57:71 | 24:32 |
| 13.     | SC Staaken                      | 28   | 47:54 | 23:33 |
| 14.     | SC Alemannia 06 Haselhorst      | 28   | 36:50 | 22:34 |
| 15.     | BSC Rehberge                    | 28   | 38:59 | 17:39 |

|  | Promotie   |
|  | Degradatie |